# Lou Otten
Louis "Lou" Otten (Rijswijk, Holanda del Sud, 5 de novembre de 1883 – La Haia, 7 de novembre de 1946) va ser un futbolista neerlandès que va competir a començaments del segle xx. Jugà com a defensa i en el seu palmarès destaca una medalla de bronze en la competició de futbol dels Jocs Olímpics de Londres de 1908, la Lliga neerlandesa de futbol de la temporada 1907-08 i la copa de 1910-11.
A la selecció nacional jugà un total de 12 partits, en què no marcà cap gol.